# NGC 2295
NGC 2295 est une galaxie spirale vue par la tranche et située dans la constellation du Grand Chien. NGC 2295 a été découverte par l'astronome britannique John Herschel en 1835.

## Caractéristiques
Sa vitesse par rapport au fond diffus cosmologique est de 1 785 ± 56 km/s, ce qui correspond à une distance de Hubble de 26,3 ± 2,0 Mpc (∼85,8 millions d'al).
La classe de luminosité de NGC 2295 est I-II.